# قلعه‌نو (پیشوا)
قلعه‌نو روستایی در دهستان جلیل‌آباد بخش جلیل‌آباد شهرستان پیشوا استان تهران ایران است.
دارای کشاورزی ، گلخانه ، دامداری

## جمعیت
بر پایه سرشماری عمومی نفوس و مسکن در سال ۱۳۹۵ جمعیت این روستا ۶۵۵ نفر (۱۷۵خانوار) بوده‌است.